# Pomatoschistus
Pomatoschistus è un genere di pesci appartenente alla famiglia dei Gobiidae.

## Specie
- Pomatoschistus bathi Miller, 1982
- Pomatoschistus canestrinii (Ninni, 1883) - ora spostato al genere Ninnigobius
- Pomatoschistus knerii (Steindachner, 1861)
- Pomatoschistus lozanoi (de Buen, 1923)
- Pomatoschistus marmoratus (Risso, 1810)
- Pomatoschistus microps (Krøyer, 1838)
- Pomatoschistus minutus (Pallas, 1770)
- Pomatoschistus norvegicus (Collett, 1902)
- Pomatoschistus pictus (Malm, 1865)
- Pomatoschistus quagga (Heckel, 1837)
- Pomatoschistus tortonesei Miller, 1969